# Усач Келера
Усач Келера, или Краснокрыл Келера (лат. Purpuricenus kaehleri) — жук из семейства Усачи (Cerambycidae).

## Описание
Длина тела 9 — 22 мм. Переднеспинка в очень редких волосках, почти голая, покрыта грубой пунктировкой, имеет хорошо развитый острый бугорок по боковому краю. Тело черное. Надкрылья красные с большим черным пятном. Вершина надкрылий обычно красная, в плоской и довольно правильной пунктировке, промежутки между точками образуют здесь довольно правильную ячеистую сеть морщин; черное пятно надкрылий, по крайней мере в своей задней половине, матовое.

## Ареал и местообитания
Западная Европа, Украина, европейская часть России, Кавказ, Малая Азия.
Встречается на юге зоны смешанных лесов, в лесостепи, на юге степной зоны, на южном берегу Крыма. Преимущественно встречается в пойменных и нагорных лесах.

## Биология
Жуки летают в мае — июле, обычно встречаются на цветах зонтичных растений. Встречаются спорадически.

## Размножение
Личинки питаются древесиной ив, дубов, некоторых плодовых деревьев. Генерация 2—3-летняя.

## Замечание по охране
Встречается редко. Численность уменьшается из-за разрушения мест обитания и не контролируемого сбора коллекционерами. Занесён в Красную книгу Украины - III категория.